# Aerosmith
Аеросмит је амерички рок бенд, често називан „најбољи рокенрол бенд Америке“.
Иако су познати као „лоши момци из Бостона“, нико од чланова бенда није из тог града. Њих тројица, Стивен Таларико (Тајлер), Џо Пери и Том Хамилтон су се у ствари упознали у Санапију, Њу Хемпшир, касних '60-их, али нису тада основали групу. 
Потписали су уговор са издавачком кућом Колумбија 1972.. Објавили су низ мултиплатинастих албума почевши са истоименим албумом 1973. Крајем 70-их били су један од најпопуларнијих бендова у свијету са вјерном групом фанова која се називала "Плава армија". Ипак дрога је имала утицаја на групу тако да су Џо Пери и Бред Витфорд напустили групу.
Вратили су се 1984. и бенд је потписао нови уговор са издавачком кућом Гефен. Објавили су неколико успјешних албума: Pump (1987), Get a Grip (1993) и Nine Lives (1997).
Аеросмит је најуспјешнија америчка хард рок група по броју продатих албума. Продали су 150 милиона копија широм свијета, од тога 66,5 милиона само у САД. Бенд је освојио четири награде Греми и 10 МТВ награда.